# Hagyjuk, szívem
A Hagyjuk, szívem Szécsi Pál 1971-ben megjelent első nagylemeze, melyet a Hungaroton-Pepita adott ki. Katalógusszáma: SLPX 17428. Ma az album anyaga az 1988-ban megjelent Csak egy tánc volt... című nagylemezen hallható.

## Az album dalai

### A oldal
1. Gedeon bácsi [Payer A. - S. Nagy I.]
2. Hull az eső [Behár Gy. - S. Nagy I.]
3. Én még nem láttam Greta Garbót [Koncz T. - S. Nagy I.]
4. Hulló csillag [Bágya A. - S. Nagy I.]
5. Hagyjuk, szívem [Németh G. - S. Nagy I.]
6. Ez az igazi ritmus [Schöck O. - S. Nagy I.]

### B oldal
1. Boldogság [Schöck O. - Szécsi P.]
2. Jaj, de bolond voltam [Szécsi P. - S. Nagy I.]
3. Ez itt egy úr [Schöck O. - Szécsi P.]
4. Elmenni könnyebb [Szentirmay Á. - S. Nagy I.]
5. Bolhacirkusz [Szentirmay Á. - S. Nagy I.]
6. Ha egyszer sírnék [Payer A. - S. Nagy I.]
7. Rohanunk [Heilig G. - Szécsi P.]

## Közreműködők
- Kísérő zenekar: Schöck-Együttes
- Háttérvokál: Harmónia Vokál
- Borítóterv: Kálmánchey Zoltán
- Zenei rendező: Juhász István
- Hangmérnök: Ferenc Dobó
- Szövegíró: S. Nagy István (A1-A6, B2-B6), Szécsi Pál (B1, B7)
- Fotó: Lussa Vince